# Zug (stacja kolejowa)
Zug – stacja kolejowa w Zug, w kantonie Zug, w Szwajcarii.
Miasto leży na linii Zurych – Lucerna i Zurych – Tunel Gotarda. InterCity można dojechać w 25 minut do Zurychu lub Lucerny. Dziennie korzysta z niego około 20 000 pasażerów. Znajduje się tu 5 peronów.
Jest jednym z głównych węzłów kolejowych i jest podłączony do sieci S-Bahn Zürich. Ma gęstą sieć transportu publicznego. Nowy dworzec został otwarty 28 listopada 2003. Nowo otwarty dworzec jest centrum transportu dla Zugerland Verkehrsbetriebe (ZVB), który posiadają 285 stacji i trasy o łącznej długości 197 km.

## Galeria

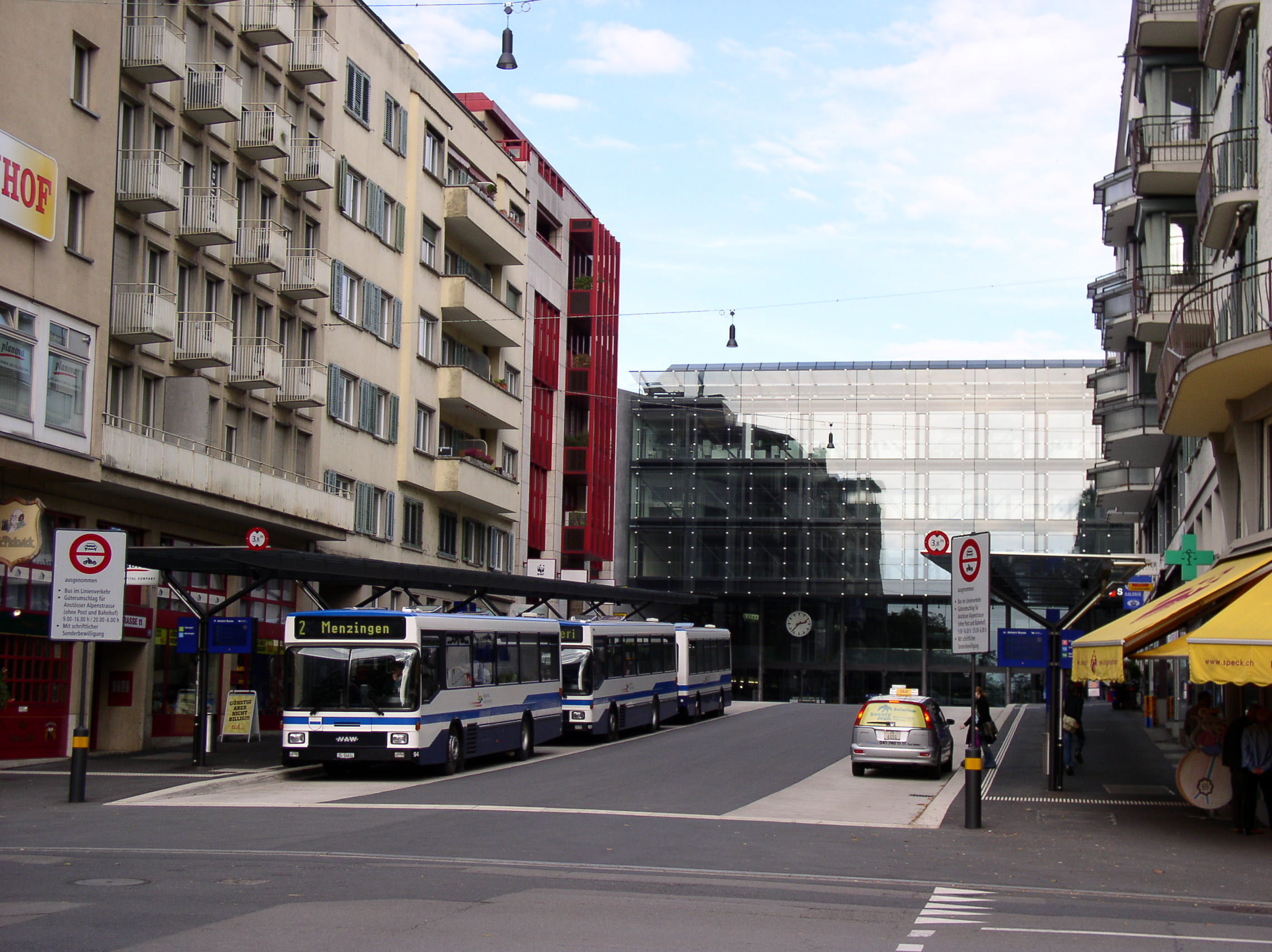
Bahnhofplatz
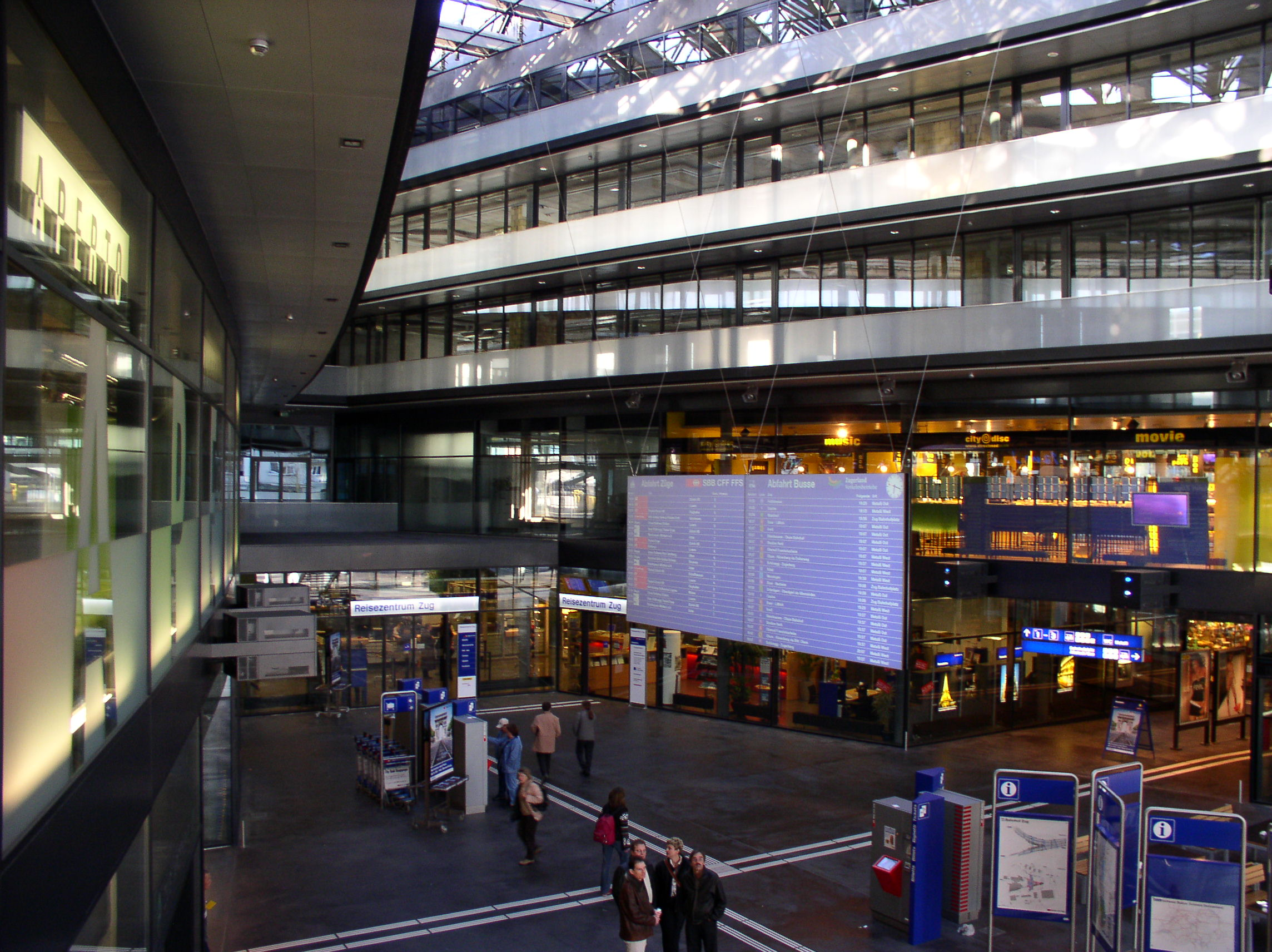
Wnętrze dworca